# هفت قله

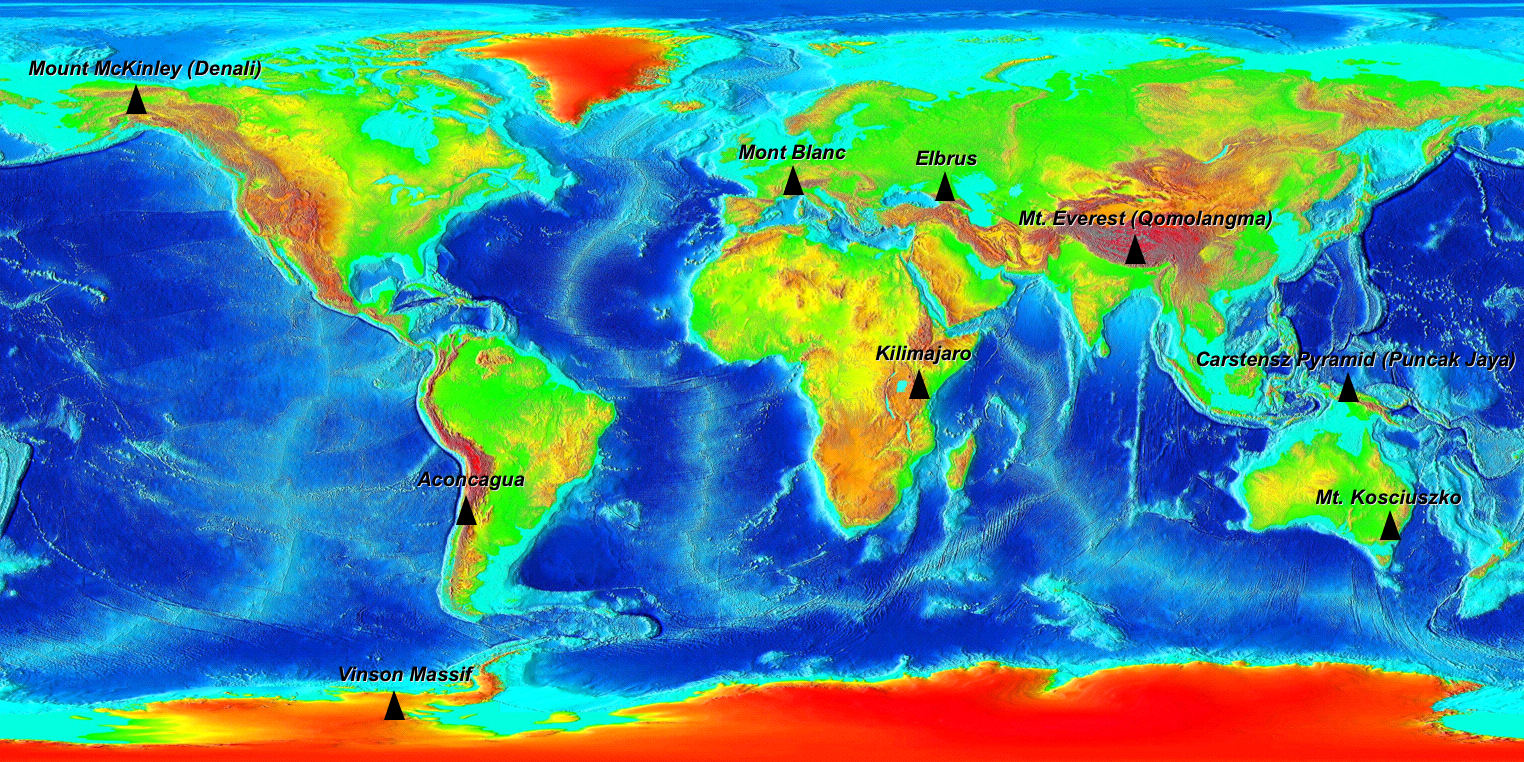
مکان هفت قله به اضافه دو قله مطرح شده دیگر در فهرست‌ها.

به هفت قله‌ای که بلندترین قله‌های هفت قاره جهان هستند اصطلاحا «هفت قله» یا «هفت چکاد» گفته می‌شود.
نوردیدن و رسیدن به هر هفت قله یکی از چالش‌های بزرگ در رشته کوهنوردی به‌شمار می‌آید و این چالش نخستین بار در دهه ۱۹۸۰ از سوی ریچارد باس مطرح شد.
رینولد مسنر نیز فهرست دیگری از هفت قله را ترتیب داده‌است.

## فهرست‌های باس و مسنر
| هفت چکاد | هفت چکاد | هفت چکاد    | هفت چکاد     | هفت چکاد     | هفت چکاد      | هفت چکاد       | هفت چکاد            | هفت چکاد         |
| "باس"    | "مسنر"   | قله         | بلندا به متر | بلندا به فوت | قاره          | رشته‌کوه        | کشور                | نخستین صعود موفق |
| -------- | -------- | ----------- | ------------ | ------------ | ------------- | -------------- | ------------------- | ---------------- |
| ✔        | ✔        | کلیمانجارو  | ۵٬۸۹۲        | ۱۹٬۳۴۰       | آفریقا        | کلیمانجارو     | تانزانیا            | ۱۸۸۹             |
| ✔        | ✔        | توده وینسون | ۴٬۸۹۲        | ۱۶٬۰۵۰       | جنوبگان       | کوهستان الس‌ورث | ندارد *             | ۱۹۶۶             |
| ✔        | ✔        | پونچاک جایا | ۴٬۸۸۴        | ۱۶٬۰۲۴       | اقیانوسیه     | کوه‌های مائوکه  | اندونزی             | ۱۹۶۲             |
| ✔        | ✔        | کوه اورست   | ۸٬۸۴۸        | ۲۹٬۰۳۵       | آسیا          | هیمالیا        | چین، نپال           | ۱۹۵۳             |
| ✔        | ✔        | البروس      | ۵٬۶۴۲        | ۱۸٬۵۱۰       | اروپا         | رشته‌کوه قفقاز  | روسیه               | ۱۸۷۴             |
| ✔        | ✔        | مک کینلی    | ۶٬۱۹۴        | ۲۰٬۳۲۰       | آمریکای شمالی | رشته‌کوه راکی   | ایالات متحده آمریکا | ۱۹۱۳             |
| ✔        | ✔        | آکونکاگوا   | ۶٬۹۶۲        | ۲۲٬۸۴۱       | آمریکای جنوبی | کوه‌های آند     | آرژانتین            | ۱۸۹۷             |

*شیلی مدعی تملک این منطقه است اما بیشتر کشورها ادعاهای ارضی بر جنوبگان را به رسمیت نمی‌شناسند.